# Вольский, Виталий Фридрихович
Виталий Фридрихович Во́льский (бел. Віталь Фрыдрыхавіч Вольскі, фамилия при рождении — Зейдель (бел. Зэйдэль); 1901, Санкт-Петербург — 1988, Минск) — белорусский советский писатель, драматург, литературовед, краевед. Кандидат филологических наук. Заслуженный деятель культуры Белорусской ССР (1971).

## Биография
Родился в лютеранской семье действительного тайного советника этнического немца Фридриха Карловича Зейделя (1866 г.р.) и Адели Лавреновны, приходившейся дальней родственницей Роману Исидоровичу Кондратенко, герою обороны Порт-Артура. Мать при родах Виталия Фридриховича умерла.
В 1920—1926 годах служил в РККА, участник Гражданской войны. Член ВКП(б) с 1925 года.
В. Ф. Вольский умер 22 августа 1988 года в Минске.

## Семья

### Жена
- Фаина[1]

### Дети
- Артур Вольский (1924—2002) — белорусский писатель
- Гарольд Вольский (1928—2025) — артист, деятель культуры, директор студии мультфильмов к/с «Беларусьфильм»[1]

### Внуки
- Лявон Вольский (р. 1965) — белорусский поэт, художник и музыкант[3]

## Творчество
Начал публиковаться с 1926 года. Писал пьесы по мотивам белорусского фольклора, поэтизируя героические народные характеры: «Чудесная дудка» (1938), «Дед и журавль» («Дзед і жораў», 1939), «Нестерка» (1940), «Машека» (1946). Его пьесы написаны с юмором, отличаются богатством и сочностью языка.
Виталий Вольский написал для детей несколько книг очерков и рассказов о белорусской природе и животном мире Белоруссии: «По лесным стежкам» (1948), «В лесах над Берёзой» (1955), «Месяц за месяцем» (1956), «Чайки над Нарочью» (1959), «Родной край» (1961), «Три путешествия в страну белорусов» (1967), «Полесье» (1970)); книги зарубежных впечатлений: «Африканское путешествие» (1963), «Эль Махриб» (1965). Им написаны работы по истории белорусской литературы и театра («Очерки по истории белорусской литературы эпохи феодализма»).
Перевёл на белорусский язык «Рейнеке-Лис» И. В. Гёте. По сценариям Виталия Вольского поставлены кинофильмы «Беловежская пуща» (1946) и «Нестерка» (1955), мультфильм «Нестерка» (1980).

## Награды
- Заслуженный деятель культуры БССР (1971).
- Награждён 3 орденами, а также медалями[4].
- орден Красной Звезды
- два ордена «Знак Почёта» (25.02.1955 И 1964)

### На белорусском языке
- «Па лясных сцежках», Минск, 1948;
- «У лясах над Бярозой», Минск, 1955;
- «Месяц за месяцам», Минск, 1956;
- «На бабровых азёрах», Минск, 1957;
- «Чайкі над Нараччу», Минск, 1959;
- «Родны край», Минск, 1961;
- «Эдуард Самуйлёнак», Минск, 1951;
- «Нарысы па гісторыі беларускай літаратуры эпохі феадалізма», Мінск, 1958.

### В русском (авторском) переводе
- Пьесы, М., 1954;
- В лесах над Березиной, Л., 1958.
- Под небом Африки, Минск, 1969.